# Omni Royal Orleans

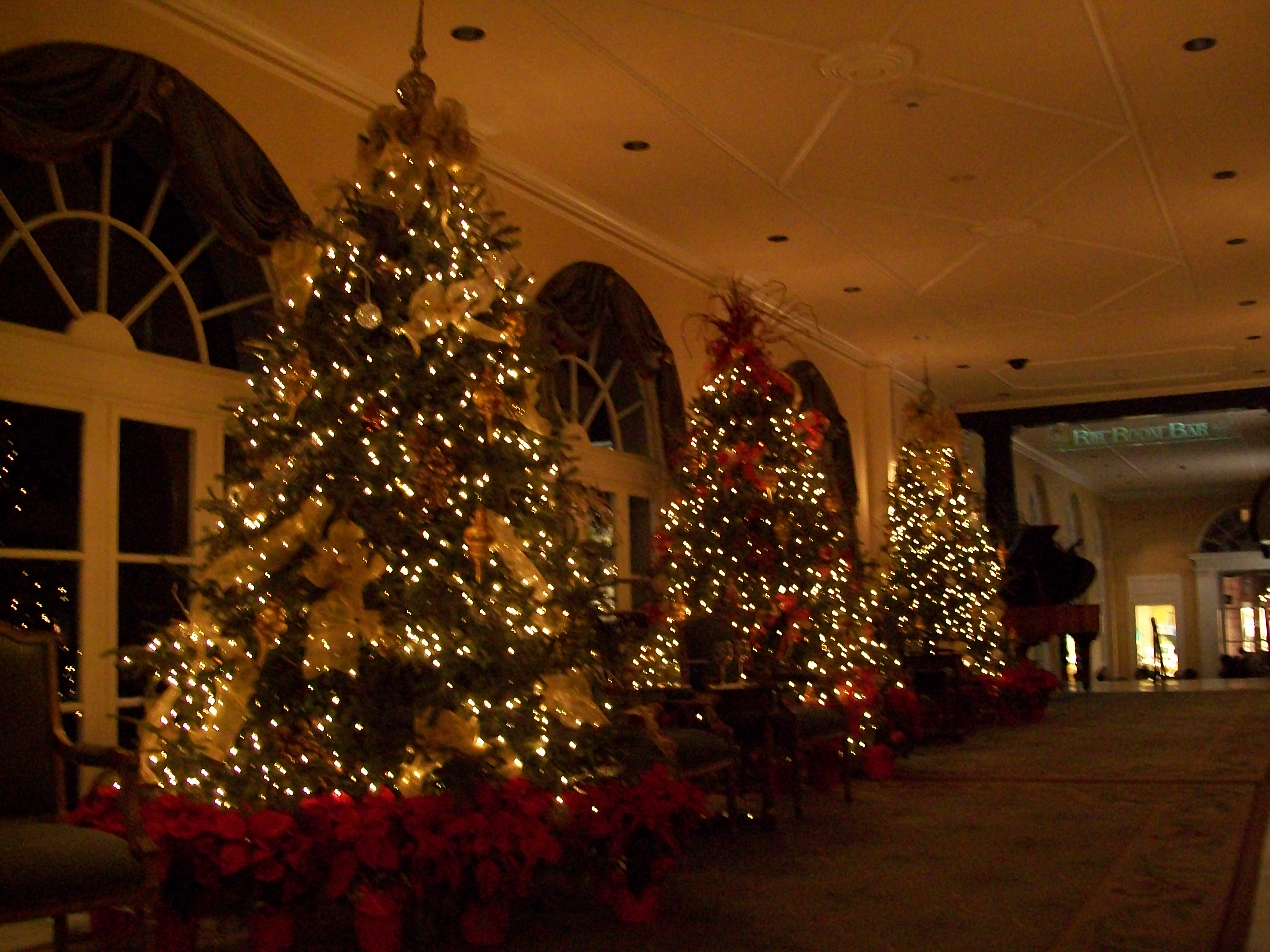
Vestíbulo de Omni Royal Orleans, en la esquina de las calles Royal y St. Louis; Árboles de Navidad

El Omni Royal Orleans es un hotel de 345 habitaciones en la esquina de las calles St. Louis y Royal cerca de Jackson Square en el barrio francés de Nueva Orleans, Luisiana Fue construido en 1960 como Royal Orleans, en el sitio del antiguo St. Louis Hotel, que fue arruinado por el huracán de 1915 en Nueva Orleans. A su vez, anteriormente existió The City Exchange, un sitio de subasta de esclavos hasta la década de 1830.
El exterior fue diseñado por el arquitecto Samuel Wilson Jr., mientras que el interior fue diseñado por Arthur Davis.
Fue calificado con cuatro diamantes por la AAA. Su dirección es 621 St. Louis Street. Una sociedad dirigida por Darryl Berger, Jr. y Berger Company, Inc., compró el Royal Orleans en 2008.
Es miembro de Historic Hotels of America, un programa oficial del National Trust for Historic Preservation.
El salón de baile Grand Salon del Omni Royal Orleans ha sido un lugar popular para eventos sociales entre las familias de Nueva Orleans durante décadas. El restaurante del hotel, el Rib Room, es frecuentado por muchos de los políticos y abogados de la ciudad, especialmente los viernes a la hora del almuerzo. A menudo se le llama "Royal O" o simplemente "the Royal" por los habitantes de Nueva Orleans.
El pianista y compositor de jazz Armand Hug tuvo un concierto constante en el Royal Orleans durante décadas. Posteriormente, el puesto fue ocupado por el destacado compositor y profesor de música de Nueva Orleans, Roger Dickerson, y posteriormente por otro pianista local, Bob Ellis.
Después del huracán Katrina, se utilizó como sede del Departamento de Policía de Nueva Orleans . No sufrió daños por la tormenta.

## Huéspedes notables

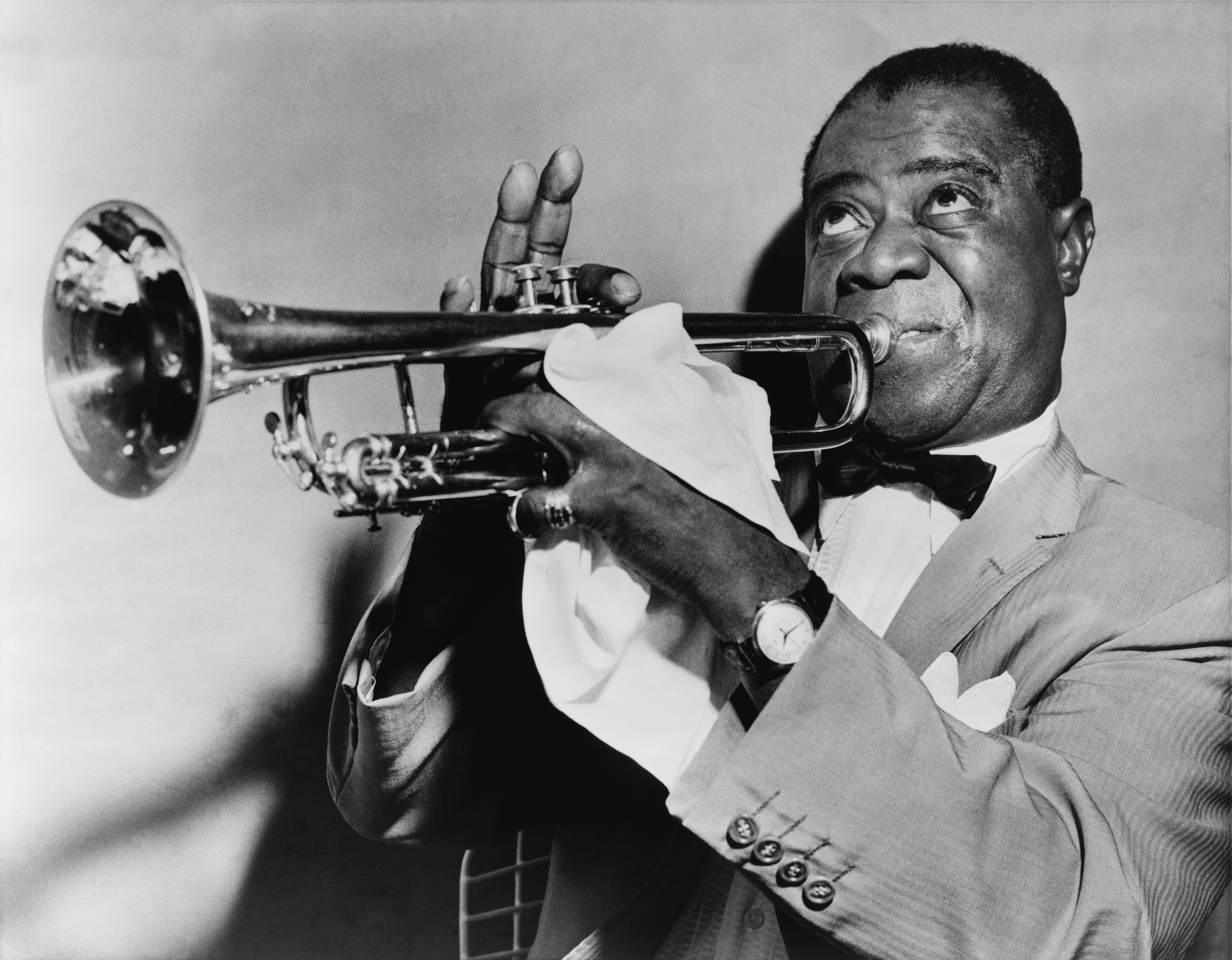
Louis Armstrong

Entre muchos invitados notables que se han alojado se encuentran Louis Armstrong y los Rolling Stones.

## En la cultura popular
- En Vive y deja morir (1973), James Bond se aloja  aquí.
- La canción de Led Zeppelin " Royal Orleans " supuestamente se basa en un incidente que involucró a los miembros de la banda aquí durante la década de 1970.
- En 1965 fue mencionado en la novela Hotel de Arthur Hailey como posiblemente el mejor hotel de América del Norte.